# التهاب القولون الليمفاوي
التهاب القولون اللمفاوي هو نوع فرعي من التهاب القولون المجهري، وهي حالة تتميز بالإسهال المائي غير الدموي المزمن. تنظير القولون لهذه الحالة يكون طبيعي ولكن فحص الأنسجة لخزعة من الطبقة المخاطية يكشف عن تراكم الخلايا الليمفاوية في الطبقة الطلائية والنسيج الضام للقولون. التهاب القولون الكولاجيني يتشارك هذه الميزة ولكن بالإضافة إلى ذلك فإنه يظهر سماكة مميزة في طبقة الكولاجين الموجودة تحت الطبقة الطلائية . ذروة حدوث التهاب القولون اللمفاوي هو في الأشخاص الذين تزيد أعمارهم على 50 عاما كما أن المرض يؤثر على النساء والرجال على حد سواء. تم وصف التهاب القولون اللمفاوي لأول مرة في عام 1989.

## الأسباب
لم يتم تحديد سبب محدد. وقد تعزو بعض التقارير إلى الاستخدام على المدى الطويل من مضادات الالتهاب غير الستيروئيدية، مضادات الاكتئاب خصيصا سيرترالين (Zoloft)، وغيرها من الأدوية. كما يشتبه في الاستجابات المناعية المفرطة.

## العلاج
وقد ثبت في التجارب الطبية العشوائية أن بوديسونيد فعال في علاج اضطراب استعدادات الإفراج القولوني. فإنه يساعد على السيطرة على أعراض الإسهال وعادة ما يعطى العلاج لعدة أسابيع. في بعض الأحيان يتم استخدامه لمنع الانتكاسات المتكررة.
الأدوية المضادة للإسهال المستخدمة دون وصفة طبية قد تكون فعالة لبعض الناس الذين يعانون من التهاب القولون اللمفاوي. قد توصف العقاقير المضادة للالتهابات، مثل الساليسيلات، ميسالازين، والستيروئيدات القشرية الجهازية للأشخاص الذين لا يستجيبون للعلاج من استخدام الأدوية الأخرى. والتنبؤ على المدى الطويل لهذا المرض هو جيد مع نسبة من الناس الذين يعانون من الانتكاسات التي تستجيب للعلاج.

## روابط خارجية
- NIH
- Johns Hopkins Medicine
- WebMD
- Mayo Clinic
- eMedicine.com